# Henrique Fogaça
Henrique Aranha Fogaça (Piracicaba, 1 de abril de 1974) é um chef de cozinha, empresário, skatista, cantor e escritor brasileiro, conhecido por ser um dos jurados da versão brasileira do talent show culinário MasterChef, transmitido pela Band. Além disso, Fogaça é vocalista e compositor da banda de hardcore Oitão.

## Biografia e carreira
Fogaça é piracicabano, mas foi ainda pequeno morar em Ribeirão Preto. Começou a se interessar por gastronomia quando, aos 22 anos, foi morar em São Paulo com a irmã. Sozinho, tinha que fazer sua própria comida e pedia receitas para a mãe e a avó.
Neste período, cursava comércio exterior, sua segunda faculdade, sendo a primeira de arquitetura. Desanimado com os estudos, soube dos cursos de gastronomia que surgiam em São Paulo e resolveu se aventurar na área. Matriculou-se no curso de chef executivo das Faculdades Metropolitanas Unidas (FMU) em 2001.
O chef começou na gastronomia vendendo hambúrgueres em uma Kombi. Durante o curso, Henrique fez estágios em grandes restaurantes de São Paulo, como o D.O.M. e Namesa. 
Em 2005, após um ano trabalhando no restaurante Namesa e fazendo pequenos eventos, teve a oportunidade de abrir um pequeno café na Galeria Vermelho, o Sal Gastronomia. Foi ali que Fogaça iniciou sua verdadeira prática na gastronomia e começou a construir sua identidade profissional. 
Ele se apaixonou pelo ritmo da cozinha e pela descoberta dos sabores. O Sal Gastronomia iniciou as atividades como um empreendimento pequeno, acomodando inicialmente 16 pessoas. Aos poucos, o chef foi colocando mais mesas e após dois anos Henrique teve que ampliar seu restaurante em função da demanda e do conforto que queria proporcionar aos clientes. Hoje se mantém pequeno, com 30 lugares, com objetivo de manter a qualidade. 
Em 2016, Fogaça ganhou um programa solo de televisão, 200 Graus, exibido pela Discovery Home & Health.
Em 2017, Fogaça lançou seu primeiro livro, intitulado "Um Chef Hardcore", que trata-se de um relato autobiográfico que mistura momentos de sua vida com 30 receitas assinadas por ele.
Fogaça é um dos três sócios do Restaurante Jamile, juntamente com Turco Loco e Anuar Tacach. O restaurante fica no bairro Bixiga, região das famosas cantinas italianas em São Paulo. Tem participação nos restaurantes Cão Veio, Sal Gastronomia (onde é chef) e o bar Admiral´s Place.
Em 2023, anunciou que deixaria o MasterChef por motivos pessoais, com a possibilidade de retornar ao programa. Posteriormente, Fogaça retornou ao júri para a quinta temporada de MasterChef Profissionais.

## Filantropia
Em abril de 2020, iniciou junto a seus sócios, Anuar Tacach e Alberto Hiar, donos do restaurante Jamile, o projeto "Marmita do Bem", que distribui marmitas a moradores de rua durante a Pandemia de COVID-19.

## Vida pessoal
Fogaça foi casado por 18 anos com a psicanalista Fernanda Corvo, com quem teve dois filhos, Olivia e João. Olívia é uma pessoa com deficiência, nascida com uma síndrome rara em que ela não anda, não fala e se alimenta por sonda. Fogaça chegou a afirmar que os médicos não chegaram a um diagnóstico conclusivo sobre a menina. Em 2014, ele moveu uma ação judicial contra um internauta que ofendeu Olívia por conta de um episódio do MasterChef.
Fogaça também é pai de Maria Letícia, fruto de um relacionamento que teve após a separação.
Em fevereiro de 2018, anunciou seu casamento com a engenheira química Carine Ludvic.
Em 2022, virou ativista do canabidiol como tratamento para salvar a filha Olivia.

## Filmografia

### Televisão
| Ano(s)                  | Programa                        | Papel               | Emissora                                  |
| ----------------------- | ------------------------------- | ------------------- | ----------------------------------------- |
| 2014-2022 2024-presente | MasterChef Brasil               | Jurado              | TV Bandeirantes e Discovery Home & Health |
| 2015-presente           | MasterChef Júnior Brasil        | Jurado              | TV Bandeirantes                           |
| 2016-presente           | MasterChef Profissionais Brasil | Jurado              | TV Bandeirantes                           |
| 2016-atualmente         | 200 Graus                       | Chef e Apresentador | Discovery Home & Health                   |

### Internet
| Ano           | Título          | Cargo        | Plataforma |
| ------------- | --------------- | ------------ | ---------- |
| 2017-presente | Henrique Fogaça | Apresentador | YouTube    |

## Prêmios e indicações
| Ano  | Prêmio                                         | Categoria                               | Resultado | Ref.   |
| ---- | ---------------------------------------------- | --------------------------------------- | --------- | ------ |
| 2008 | Prêmio Revista "Veja SP"                       | Chef Revelação                          | Venceu    | [ 17 ] |
| 2009 | Prêmio Revista "Prazeres da Mesa"              | Chef Revelação                          | Venceu    | [ 17 ] |
| 2009 | Prêmio Revista "Paladar-O Estado de São Paulo" | Prêmio Paladar de Melhor Carne de Porco | Venceu    | [ 17 ] |
| 2015 | Prêmio "Men of the Year" da Revista GQ         | Gastronomia                             | Venceu    | [ 18 ] |

## Livros
- 2017 - Um Chef Hardcore